# Ulf Svensson
Ulf Evert Hjalmar Svensson, född 22 januari 1930 i Leksbergs församling i dåvarande Skaraborgs län, död 2 februari 2023 i Norrköping, var en svensk djurparkschef och entreprenör. År 1965 grundade han Kolmårdens djurpark.

## Biografi
Efter en tid som scoutkonsulent blev han 1962 kommunalkonsulent i Kolmården. Han var djurparksdirektör på Kolmårdens djurpark 1964–1988 och var sedan koncernchef till 1991.
Svensson var engagerad socialdemokrat, och kom genom sitt arbete i kontakt med Dieter Schwarz, chef för djurparken i Rostock i dåvarande Östtyskland. Under täcknamnet "Imme" var Schwarz ända sedan 1957 i den statliga östtyska spionageorganisationen Stasis tjänst, och kunde utnyttja sina regelbundna möten med Svensson för att vidarebefordra information till Östtyskland. Svensson berättade om sina personliga band till Sten Andersson och andra ledande socialdemokrater, men tog även med Schwarz på utflykter i trakten. Genom dessa kunde Schwarz bland annat rapportera om säkerheten vid den regionala SÄPO-chefens sommarstuga, u-båtsanläggningar, hamnen i Norrköping och en militärmanöver vid Kolmården (Krokek). Sedan förhållandet blev känt i samband med berlinmurens fall 1989 har Svensson bagatelliserat värdet av informationen.